# Prägermanisch
Als Prägermanisch (auch Vorgermanisch) bezeichnet die historische Sprachwissenschaft die Abfolge rekonstruierter Sprachzustände zwischen dem westlichen Indogermanischen des späten 3. und frühen 2. Jahrtausends v. Chr. und dem um Christi Geburt gesprochenen, ebenfalls rekonstruierten Urgermanischen (Protogermanisch). Kennzeichnend für den prägermanischen Sprachzustand ist, dass die im späten 1. Jahrtausend v. Chr. vollzogene Erste Lautverschiebung noch nicht stattgefunden hat. In der deutschsprachigen Literatur wird deswegen auch der Terminus Protogermanisch vor der Ersten Lautverschiebung verwendet.

## Sprecher
Mangels direkter Überlieferung sind keine sicheren Aussagen möglich, welche historischen Gruppen einst prägermanische Idiome sprachen. Allerdings lässt sich zeitlich und geografisch eingrenzen, wann und wo Übergangsformen zwischen (westlich-)indogermanischen (alteuropäischen) und germanischen Sprachformen gesprochen wurden. Dies erlaubt den Schluss, dass die Träger der nördlichen Teilgruppe der Aunjetitzer Kultur eine frühe Form des Prägermanischen gesprochen haben. Auch die Träger der Jastorf-Kultur, der Lausitzer Kultur und der frühen Przeworsk-Kultur dürften prägermanische Idiome gesprochen haben. Unter der Annahme, dass die Erste Lautverschiebung im Westen des germanischen Sprachgebietes erst im 1. Jahrhundert v. Chr. stattgefunden hat, hätten schließlich auch die Kimbern und Teutonen eine späte Form des Prägermanischen gesprochen.

## Terminologie
Im englischen wissenschaftlichen Sprachgebrauch wird anstelle des Begriffs Prägermanisch („Pre-Germanic“) seit einigen Jahren auch der Terminus „Germanic Parent Language“ (GPL) verwendet. Dieser Begriff wurde offenbar zuerst 1994 von Frans Van Coetsem verwendet, später erschien er u. a. in Arbeiten von Elżbieta Adamczyk, Jonathan Slocum und Winfred P. Lehmann. In der englischsprachigen Literatur wird der prägermanische Sprachzustand teilweise weiter in vorgermanisches Indoeuropäisch (Pre-Germanic Indo-European/PreGmc), frühes Protogermanisch (Early Proto-Germanic/EPGmc) sowie spätes Protogermanisch (Late Proto-Germanic/LPGmc) differenziert. In Letzterem sind allerdings die erste Lautverschiebung, das Vernersche Gesetz und die Akzentverlagerung auf die Stammsilbe bereits vollzogen, so dass dieser Sprachzustand dem deutschen Terminus Urgermanisch bzw. Protogermanisch, nicht jedoch Prägermanisch entspricht.

## Forschungsgeschichte und Datierung
Bereits im Jahre 1960 forderte Hans Krahe die Darstellung der historischen Entwicklung des Germanischen vom Indogermanischen her über die vorliterarischen Perioden des Altgermanischen. Allerdings fokussierte sich die Forschung auch in der Folgezeit quellenbedingt einerseits auf die frühe indogermanische Sprachstufe (4./3. Jahrtausend v. Chr.), andererseits auf die urgermanische Sprachschicht seit der Zeit um Christi Geburt. Und doch betonen zahlreiche Linguisten die Implikationen der offenkundigen materiellen und sozialen Kontinuität der Kulturen der nordischen und mitteleuropäischen Bronzezeit (ca. 1800 bis 800 v. Chr.) mit der Kultur der vorrömischen Eisenzeit (ca. 800 v. Chr. bis um Christi Geburt) für die Stabilität und weitere Entwicklung der germanischen Sprachgruppe, die entsprechende linguistische Rekonstruktionen nahelegt.
Lange wurde die Erste Lautverschiebung als begriffliche Abgrenzung des germanischen vom vorangegangenen indogermanischen Sprachzustand angesehen, doch besteht seit längerem Konsens darüber, dass diese Lautverschiebung frühestens um 500 v. Chr. stattgefunden haben kann, wahrscheinlich jedoch erst danach. Belege dafür sind eine Reihe keltischer und skythischer Lehnwörter im Germanischen, die erst nach diesem Zeitpunkt übernommen wurden, aber die Veränderungen der Ersten Lautverschiebung mitvollzogen haben. Damit muss in der mindestens rund 1300-jährigen vorangegangenen Periode ein Sprachzustand bestanden haben, der um einiges archaischer ist als das traditionell als Urgermanisch oder Protogermanisch bezeichnete Idiom. In den zurückliegenden Jahren wurden Datierung und soziohistorische Rahmenbedingungen der Ersten Lautverschiebung in zahlreichen Publikationen bearbeitet. Teilweise wurde dabei auch die Frage nach dem Sprachzustand unmittelbar vor der traditionell als „protogermanisch“ bezeichneten Sprachstufe angeschnitten und entsprechende Theorien entwickelt bzw. Rekonstruktionen vorgenommen. Eine zusammenfassende Monographie über diesen prägermanischen Sprachzustand fehlte indes bis zu Wolfram Eulers Monographie Sprache und Herkunft der Germanen – Abriss des Protogermanischen vor der Ersten Lautverschiebung, die im Herbst 2009 erschien.

## Theoretische Grenzen
Die „obere“ (frühe) Grenze des Prägermanischen bildet dessen Ausgliederung aus dem westlich-indogermanischen Dialektkontinuum. Angesichts der großen Unterschiedlichkeit der italischen Sprachen bereits zu Beginn von deren Überlieferung etwa im 6. Jahrhundert v. Chr. muss sich diese Sprachgruppe bereits im frühen 2. Jahrtausend v. Chr. in die drei Hauptzweige (Prä-)Italisch, (Prä-)Keltisch und Prägermanisch aufgegliedert haben. Aufgrund einer Reihe als alt erkennbarer italisch-keltischer Gemeinsamkeiten geht man davon aus, dass zunächst die spätere germanische Sprachgruppe sich aus diesem Verband löste, bevor ein paar Jahrhunderte später die italische und keltische Sprachgruppe je eine eigene Entwicklung nahm.
Als „untere“ (späte) Abgrenzung des Prägermanischen gilt die Erste Lautverschiebung, die den Übergang vom Prägermanischen zum Protogermanischen (Urgermanischen) markiert. Dessen spätere Grenze ist schließlich die Aufgliederung in die germanischen Einzelsprachen um die Zeitenwende oder bald danach.

## Phonologische Abgrenzungen
Die (frühe) prägermanische Sprache ähnelte in ihrer Phonologie noch stark dem Indogermanischen. Folgende phonologische Veränderungen gelten als Abgrenzungsmerkmale:
- Wandel des vokalischen Laryngals idg. *ə zu prägerm. a
- Verlust der übrigen indogermanischen Laryngale
- Verlust der palatalen Variante der idg. Velare *k̑, *g̑ und *g̑ʰ
- Wandel von auslautend idg. *-m zu prägerm. *-n sowie von idg. *-t zu prägerm. *-d
- Vokalisierung der silbentragenden Nasale und Liquiden m̥, n̥, l̥, r̥ zu um, un, ul, ur.

## Beispielparadigmen
Als Beispielparadigma für die Nominalflexion dient hier das Substantiv prägermanisch *tewtā́, urgermanisch *þewđō, gotisch þiuda ‚Volk‘ (vgl. Dietmar und deutsch), als Beispiel für ein Femininum der ā-Deklination:
|          | Prägermanisch | Urgermanisch | Gotisch | Neuhochdeutsch |
| -------- | ------------- | ------------ | ------- | -------------- |
| Nom. Sg. | *tewtā́        | *þewđō       | þiuda   | das Volk       |
| Gen. Sg. | *tewtā́s       | *þewđōz      | þiudōs  | des Volkes     |
| Dat. Sg. | *tewtā́i       | *þewđōi      | þiudai  | dem Volk(e)    |
| Akk. Sg. | *tewtā́n       | *þewđōn      | þiuda   | das Volk       |
| Nom. Pl. | *tewtā́s       | *þewđōz      | þiudōs  | die Völker     |
| Gen. Pl. | *tewtṓn       | *þewđōn      | þiudō   | der Völker     |
| Dat. Pl. | *tewtā́mis     | *þewđōmiz    | þiudōm  | den Völkern    |
| Akk. Pl. | *tewtā́s       | *þewđōz      | þiudōs  | die Völker     |

(Rekonstruktion der urgermanischen Formen nach Bammesberger 1990:101, der prägerm. Formen nach Euler 2009:90; Hinweis: Das prägermanische Paradigma war im Unterschied zur späteren Zeit noch durchgehend auf der zweiten Silbe betont)
Als Beispiel für die Verbalflexion im Indikativ Präsens Aktiv dient im Folgenden das Paradigma des Verbes für „tragen“, vgl. ent-behren od. ge-bären, engl. to bear. Um die damalige Nähe zu anderen indogermanischen Sprachen zu verdeutlichen, ist auch ein verwandtes lateinisches Verbalparadigma (lat. ferre) angegeben.
|               | urindogermanisch | prägermanisch | urgermanisch | gotisch | altnordisch | althochdeutsch | Latein  | nhd. Kognate                 | neuhochdeutsch (Bedeutung) |
| ------------- | ---------------- | ------------- | ------------ | ------- | ----------- | -------------- | ------- | ---------------------------- | -------------------------- |
| 1. Sg. Präs.  | *bʰéroh₂         | *bʰérō        | *ƀerō        | baíra   | ber         | biru           | fero    | ich (ent-)behre, (ge-)bäre   | ich trage                  |
| 2. Sg. Präs.  | *bʰéresi         | *bʰéresi      | *ƀerezi      | baíris  | berr        | biris          | fers    | du (ent-)behrst, (ge-)bierst | du trägst                  |
| 3. Sg. Präs.  | *bʰéreti         | *bʰéreti      | *ƀeređi      | baíriþ  | berr        | birit          | fert    | er (ent-)behrt, (ge)-biert   | er trägt                   |
| 1. Dual Präs. | *bʰérowos        | *bʰérowes     | *ƀerōs ?     | baírōs  | -           | -              | -       | -                            | (wir beide tragen)         |
| 2. Dual Präs. | *bʰéretes        | *bʰéretes     | *ƀérets ?    | baírats | -           | -              | -       | -                            | (ihr beide tragt)          |
| 3. Dual Präs. | *bʰéretes        | *bʰéreto ?    | ?            | -       | -           | -              | -       | -                            | (sie beide tragen)         |
| 1. Pl. Präs.  | *bʰéromos        | *bʰéromes     | *ƀeramiz     | baíram  | berum       | berumēs        | ferimus | wir (ent-)behren, (ge-)bären | wir tragen                 |
| 2. Pl. Präs.  | *bʰérete         | *bʰérete      | *ƀeređi      | baíriþ  | berið       | beret          | fertis  | ihr (ent-)behrt, (ge-)bärt   | ihr tragt                  |
| 3. Pl. Präs.  | *bʰéronti        | *bʰéronti     | *ƀeranđi     | baírand | bera        | berant         | ferunt  | sie (ent-)behren, (ge-)bären | sie tragen                 |

(Rekonstruktionen der urgermanischen Formen nach Bammesberger 1986:105, prägermanische Formen nach Euler 2009: 150f, urindogermanische Formen nach Ringe 2006).

## Textproben
Als Textprobe zur Beschreibung des Protogermanischen und des Prägermanischen bietet sich das Vaterunser an, da es in vielen germanischen Einzelsprachen einschließlich des Gotischen früh überliefert ist. Die nachfolgenden Rekonstruktionen gehen auf Wolfram Euler zurück:
Prägermanisch (= Protogermanisch vor der Ersten Lautverschiebung):
Páter únsere eni kémenoi, wéiknaid nómun téinon, gwémoid rígion téinon,
wértoid wéljô téinos kwé eni kémenoi swé anâ értâi,
klóibhon únseron séndeinon ghébhe únses kíjô dhóghô,
éti apléde únses, tód skúlones sîmé, swé weis aplédome skúlummis únseroimis,
nékwe bhrénkois uns eni próistân, age lóusije uns apo úbheloi.
Téinon esti rígjon, móktis, wúltuskwe eni áiwons.
Späturgermanisch (um Christi Geburt):
Fađer unsere ini χiminai, weiχnaid namôn þînan, kwemaid rîkjan þînan,
werþaid weljô þînaz χwê ini χiminai swê anâ erþâi,
χlaiban unseran sénteinan gebe unsiz χijô đagô,
aflête unsiz, þat skulaniz sîme, swé wez aflêtamiz skulamiz unseraimiz,
neχ bringaiz unsiz ini fraistôn, ake lausî unsiz afa ubelai.
Þînan esti rîkjan, maχtiz, wulþuz-uχ ini aiwans.
Modernes Deutsch:
Vater unser im Himmel, geheiligt werde dein Name. Dein Reich komme.
Dein Wille geschehe, wie im Himmel, so auf Erden.
Unser tägliches Brot gib uns heute.
Und vergib uns unsere Schuld, wie auch wir vergeben unsern Schuldigern.
Und führe uns nicht in Versuchung, sondern erlöse uns von dem Bösen.
Denn dein ist das Reich und die Kraft und die Herrlichkeit in Ewigkeit.